# Kapellebrug
Kapellebrug es una localidad del municipio de Hulst, en la provincia de Zelanda (Países Bajos). Está situada unos 31 km al suroeste de Bergen op Zoom.
- Datos: Q1918592
- Multimedia: Kapellebrug / Q1918592